# Max Thomas (SA-Mitglied)
Max Thomas (* 5. März 1890; † 7. oder 8. April 1934) war ein deutscher SA-Führer.
Thomas schloss sich Ende der 1920er-Jahre der NSDAP an (Mitgliedsnummer 399.973). Am 1. Januar 1931 wurde er, damals im Rang eines Standartenführers stehend, zum Gruppenstaffelführer der SA-Gruppe Osland ernannt. 1932 folgte seine Beförderung zum Oberführer und am 1. Juli 1933 die Beförderung zum SA-Brigadeführer.
Thomas verunglückte in der Nacht vom 7. zum 8. April 1934 auf der Chaussee Didlacken-Insterburg tödlich mit seinem Kraftwagen. Er wurde in Königsberg begraben. Später wurde er verschiedentlich fälschlich – eventuell wegen der engen zeitlichen Nähe – als im Zuge der Röhm-Affäre vom 30. Juni/1. Juli 1934 ermordet gemeldet.